# Astrocaryum jauari
Astrocaryum jauari är en enhjärtbladig växtart som beskrevs av Carl Friedrich Philipp von Martius. Astrocaryum jauari ingår i släktet Astrocaryum och familjen palmer. Inga underarter finns listade i Catalogue of Life.
Palmen förekommer oftast vid flodernas strandlinjer och frön från frukter som hamnar i vattnet äts av fiskar. Enligt ett förslag ska frön odlas som kommersiell fiskfoder. Artepitet jauari är ett av palmens trivialnamn i utbredningsområdet i norra Sydamerika. Palmen blir upp till 15 meter hög och stammen är täckt av många taggar. Artens frukter är 4 till 5 cm långa och 2,5 till 3 cm breda. De har en grön-orange färg.